# Duolvar
Duolvar är en sjö i Arvidsjaurs kommun i Lappland och ingår i Piteälvens huvudavrinningsområde. Sjön har en area på 0,156 kvadratkilometer och ligger 420 meter över havet. Sjön avvattnas av vattendraget Valkanjaurbäcken.

## Delavrinningsområde
Duolvar ingår i det delavrinningsområde (732484-162532) som SMHI kallar för Utloppet av Duolvar. Medelhöjden är 499 meter över havet och ytan är 9,69 kvadratkilometer. Räknas de 2 avrinningsområdena uppströms in blir den ackumulerade arean 32,15 kvadratkilometer. Valkanjaurbäcken som avvattnar avrinningsområdet har biflödesordning 3, vilket innebär att vattnet flödar genom totalt 3 vattendrag innan det når havet efter 197 kilometer. Avrinningsområdet består mestadels av skog (98 procent). Avrinningsområdet har 0,19 kvadratkilometer vattenytor vilket ger det en sjöprocent på 2 procent.